# Kunstverein Bamberg

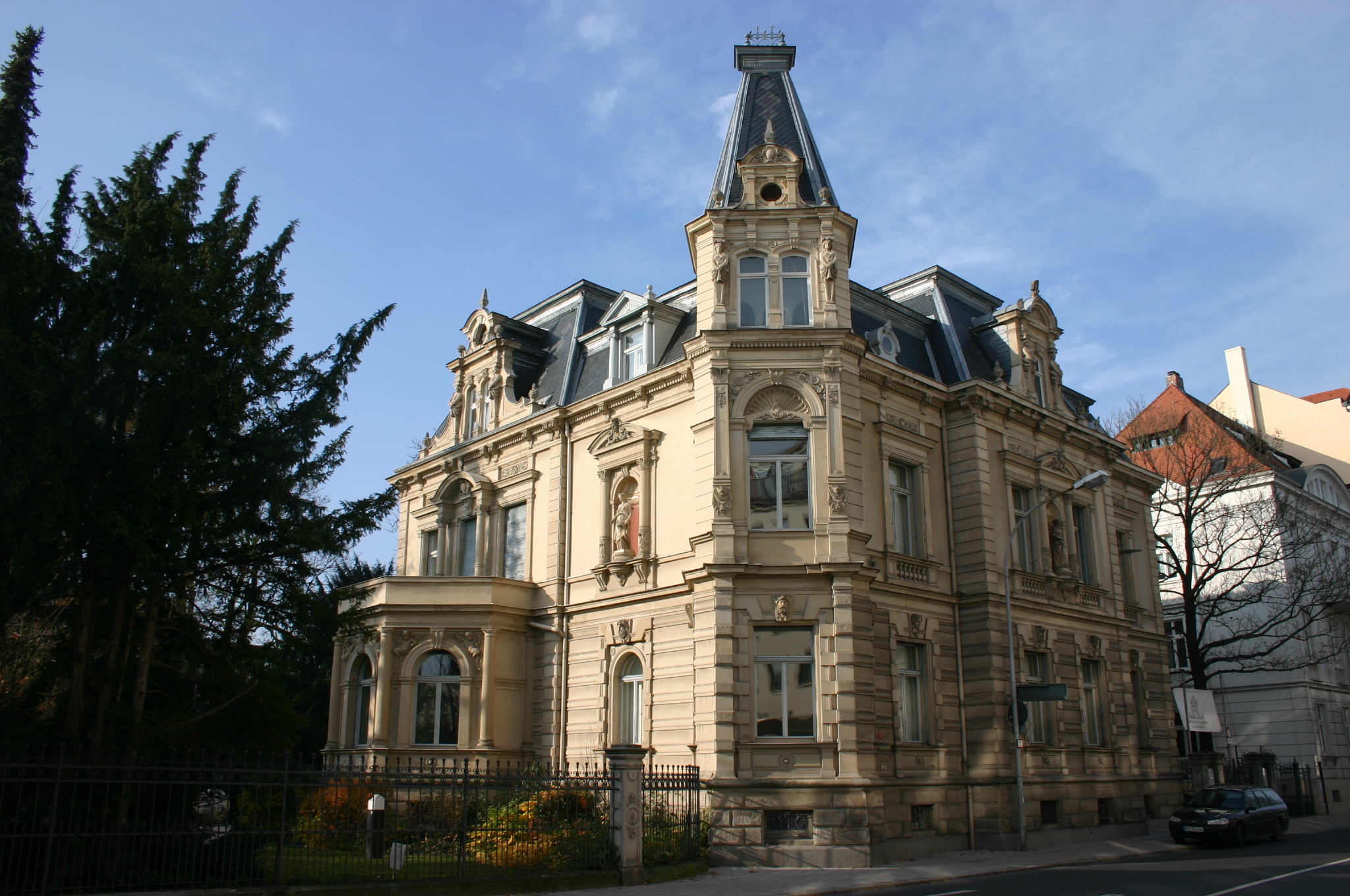
Stadtgalerie Villa Dessauer

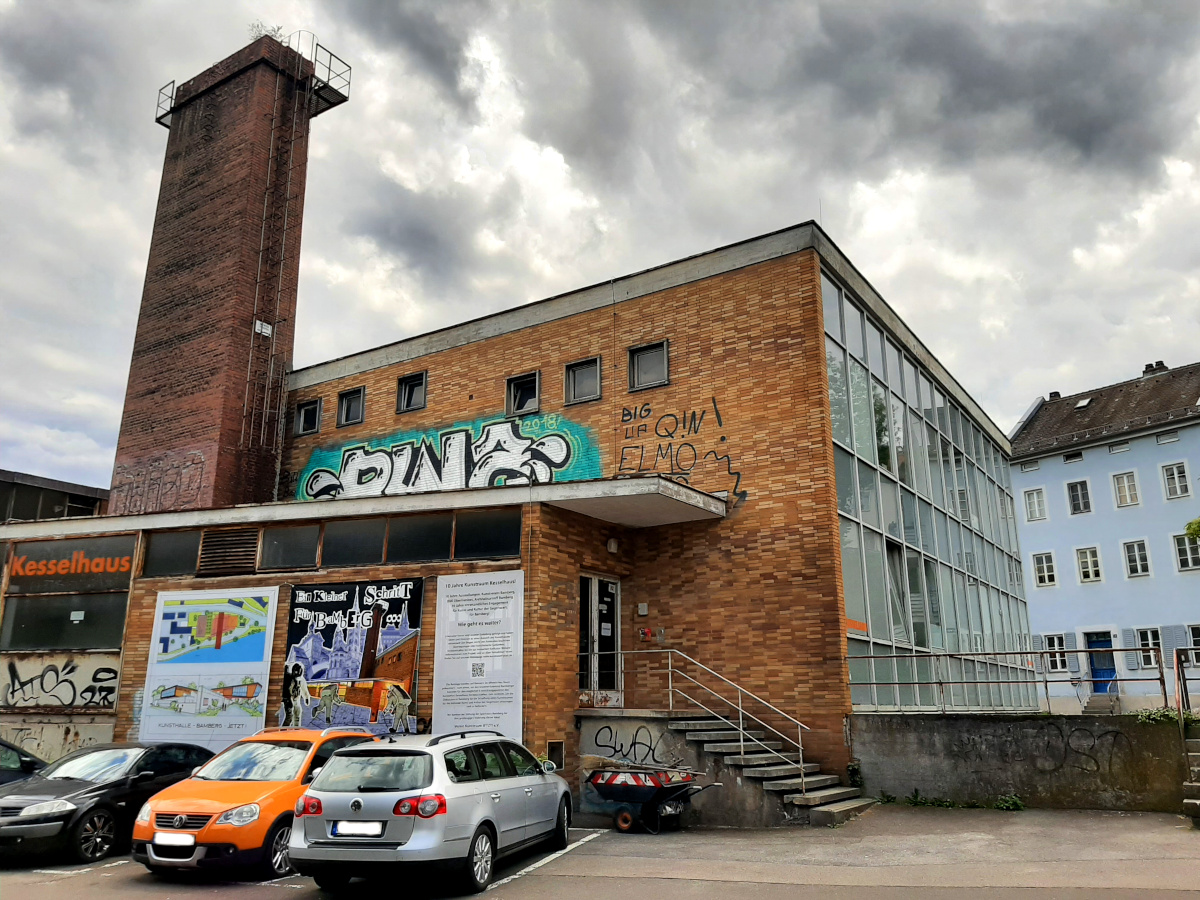
Kunstraum Kesselhaus

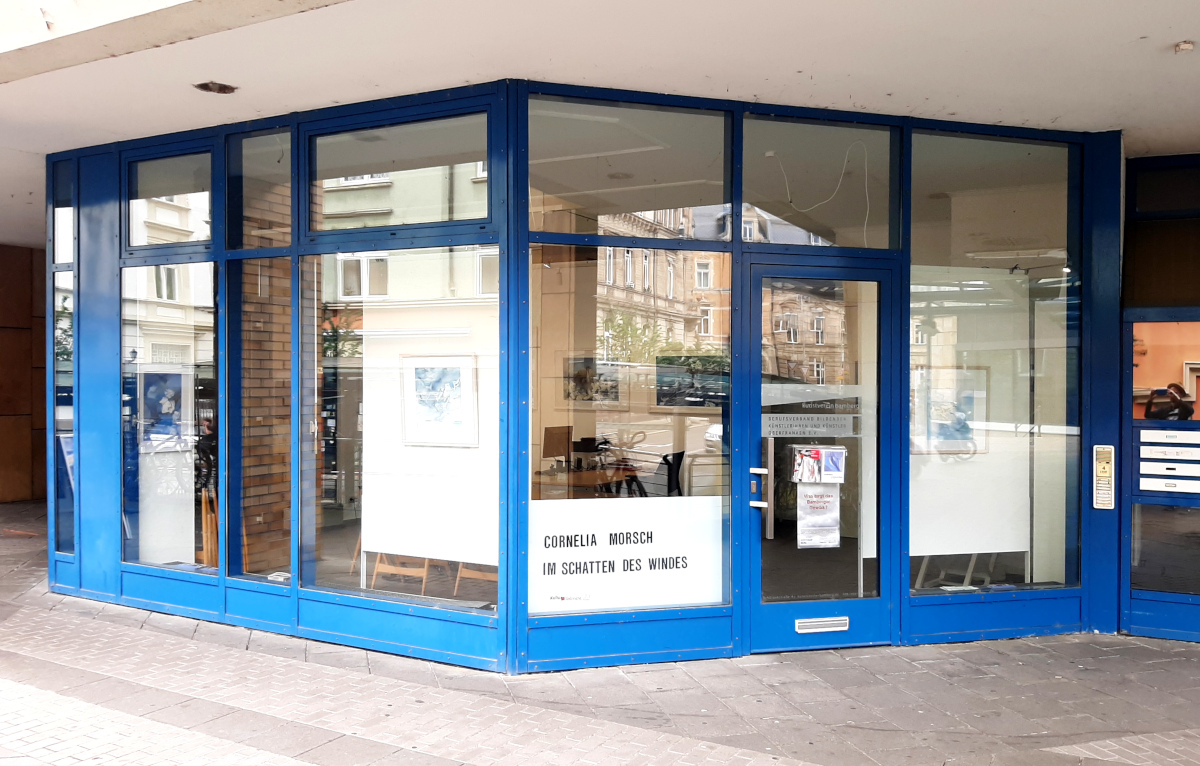
Büro Schützenstr. 4

Der Kunstverein Bamberg e.V. ist ein gemeinnütziger, eingetragener Verein mit ca. dreihundert Mitgliedern. Gegründet wurde er am 12. Dezember 1823 in Bamberg und gehört damit zu den ältesten Kunstvereinen in Deutschland. Er gehört der Arbeitsgemeinschaft Deutscher Kunstvereine (ADKV) an. Der Verein besitzt kein eigenes Ausstellungsgebäude, er nutzt aktuell die Stadtgalerie Villa Dessauer und den Kunstraum Kesselhaus in Bamberg für seine Ausstellungen und Veranstaltungen. Er unterhält in Gemeinschaft mit dem Berufsverband Bildender Künstlerinnen und Künstler Oberfranken ein Büro im Zentrum von Bamberg.

## Geschichte

### Gründungszeit, 19. Jahrhundert
„Es hatte sich nämlich eine Art Kunstverein gebildet, welcher an Hoffmann, dem Direktor Weiß, Doktor von Erzdorff-Kupfer, Buchhändler Kunz u.s.w., sehr thätige und einsichtsvolle Mitglieder besaß …“
Anfang des 19. Jhd. fand sich in der nach der Säkularisation von München abhängig gewordenen ehemaligen bischöflichen Residenzstadt Bamberg eine kunst- und kulturinteressierte Gruppe an Bürgern um Stephan Freiherr von Stengel als höchstem bayerischen Staatsbeamten vor Ort zusammen. Die Teilnehmer tauschten sich über kulturelle Entwicklungen aus und zeigten sich gegenseitig ihre Sammlungen und Neuerwerbungen. Ein gerne gesehener Gast bei den Treffen war der von 1808 bis 1813 in Bamberg lebende und wirkende Dichter und Dramatiker E.T.A. Hoffmann.
Aus dieser losen Gruppe von Bürgern bildete sich nach dem Tod von Freiherr von Stengel 1823 der Kunstverein Bamberg. Als Zweck formulierten die Gründer: „Unterhaltung, Belehrung über alle Zweige der bildenden Kunst, Verbreitung des Geschmacks mit der Bildung dafür, Belebung des praktischen Kunstverkehrs, Aufmunterung der Künstler, Bekanntmachung und Würdigung ihrer Verdienste, Beförderung jeglicher künstlerischer Leistung.“
Unter den dreizehn Gründerpersönlichkeiten waren u. a. der Arzt Adam Ziegler, die Künstler Karl Rupprecht, Joseph Dorn und Ludwig Neureuther, die Sammler Joseph Heller (Schriftsteller) und Martin Joseph von Reider (Leiter der polytechnischen Hochschule im Hochzeitshaus.)
Schnell wuchs die Mitgliederanzahl an. Vor allem der Adel und die Beamten, aber auch die aufstrebenden Unternehmer der Stadt konnten für den Verein gewonnen werden. 1848 waren bereits 223 Bürger Mitglieder, in den 1860er Jahren bereits „469 Herren und 42 Damen“. 1863/64 waren auch der in Bamberg residierende König Otto von Griechenland und seine Gattin Königin Amalie Mitglieder.
Der Zweck des Vereins hatte sich werbewirksam bereits ab 1838 auch auf die „Veranstaltung öffentlicher Kunst- und Gewerbeausstellungen, zumal in Verbindung mit der Feier des landwirtschaftlichen Kreisfestes zu Bamberg“ erweitert.

### 20. Jahrhundert, Drittes Reich
Der Beginn des 20. Jahrhunderts war in Bamberg geprägt durch die Gründung weiterer Kulturvereine mit zum Kunstverein überschneidendem Programm (1918 Literaturverein, 1919 Verein für graphische Kunst, 1921 Kunstgewerbeverein). Da dies auch für die Stadtgesellschaft und die Presse sehr auffällig war und zunehmend negative Auswirkung auf Mitgliederanzahl und Finanzierung der einzelnen Vereine hatte, kamen die Vorstände schließlich überein, die Vereine zu verschmelzen: Am 4. Juli 1932 kam es zur Gründung des Vereins für Kunst, Literatur und Kunstgewerbe, in den alle genannten Vereine aufgingen. Gründungsvorsitzender war der Lithographieunternehmer Johann Baptist Nagengast.
Die Struktur des neuen Vereins sah einen Gesamtvorstand und Arbeitsgruppen zur Kunst, zur Literatur und zum Kunstgewerbe vor. Vom graphischen Verein wurde die „Jahresgabe“ übernommen, man unterhielt weiterhin die halböffentliche Bibliothek des Literaturvereins und organisierte Ausstellungen vor allem regionaler Künstler, Dichterlesungen und messeartige Verkaufsveranstaltungen für das örtliche Kunstgewerbe (Weihnachtsausstellung).
Die Machtergreifung Hitlers 1933 hatte rasch Auswirkung auf den Kunstverein. Die Mitarbeit jüdischer Mitglieder im Vorstand endete unmittelbar, jüdische einfache Mitglieder traten bereits 1933 nahezu vollständig aus, der Einfluss des Kampfbundes für deutsche Kultur stieg rasch an, 1938 war mit der Neuausgabe der Satzung, die Nichtariern die Mitgliedschaft explizit verbot, die Gleichschaltung vollendet. Das bereits vorher vor allem auf regionale Künstler und Dichter und auf das örtliche Kunstgewerbe ausgerichtete Programm blieb in dieser Ausrichtung bis in die Kriegsjahre hinein erhalten, ab 1942 wurden die Veranstaltungen mangels Ausstellungsflächen in der Stadt und aufgrund zunehmend fehlender Ressourcen spärlicher, gegen Ende des Krieges hatte der Kunstverein seine Arbeit mehr oder weniger eingestellt.

### Nachkriegszeit, Wiederaufleben des Vereins
Nach Ende des Krieges wurde der Verein 1946 mit neuer Satzung aber unter gleichem Namen wieder gegründet. Führend im Prozess des Wiederbeginns war der Verleger Johann Adam Meisenbach, dem es gelang, für kurze Zeit Thomas Dehler – damals Generalstaatsanwalt in Bamberg – als zweiten Vorstand zu gewinnen.
Mit großer Unterstützung der US-Militärregierung wurde schnell ein zum Teil anspruchsvolles Ausstellungsprogramm in Räumlichkeiten der Bamberger Residenz und an anderen Orten in Bamberg realisiert.
1962 übernahm der Rechtsanwalt Hans Neubauer den Vorsitz des Vereins, den er die nächsten Jahrzehnte prägen sollte. Unter seiner Ägide wurde erstmals 1989 mit Unterstützung der örtlichen Raiffeisenbank (heute VR Bank Bamberg-Forchheim eG) der Berganza-Preis verliehen. Er würdigt jährlich Persönlichkeiten, die sich besonders um das kulturelle Leben in Bamberg verdient machen.
Ein weiterer bis heute beständiger Impuls aus seiner Vorstandszeit ist die Begründung einer Sammlung, die mit finanzieller Unterstützung durch die Stadt Bamberg jedes Jahr durch Ankäufe erweitert wird.

## Der Verein heute
Der Verein heißt seit 1969 wieder wie anfangs Kunstverein Bamberg e. V. Er konzentriert sich auf die Organisation von Ausstellungen zeitgenössischer regionaler und überregionaler Künstler, bietet jungen Künstlern aus den Kunstakademien Raum für Experimente, organisiert Gruppenreisen zu Künstlerateliers oder großen Kunstveranstaltungen wie der Biennale in Venedig oder der Documenta in Kassel. Vorträge und Künstlergespräche, Ausstellungsführungen und performative Kunstveranstaltungen im ganzen Stadtgebiet runden das aktuelle Profil ab. Jährlich organisiert er 2–3 Ausstellungen im eher experimentellen Kunstraum Kesselhaus – der alten Heizzentrale des ehem. Krankenhauses in Bamberg – und eine Jahresausstellung in der Stadtgalerie Villa Dessauer. Er verleiht Ende jeden Jahres den durch die VR Bank Bamberg-Forchheim eG mit €4.000,- dotierten Berganzapreis, er unterhält mit regelmäßigen Ankäufen eine eigene Sammlung und ermöglicht seinen Mitgliedern, im Rahmen von Jahresgaben günstig zeitgenössische Kunstwerke zu erwerben.

## Ausstellungen (auszugsweise)
(Quelle: )
- 2024 Sven Drühl – All over
- 2023 Jahresausstellung „200 Jahre Kunstverein – 200 Jahre Sehnsucht“ mit Werken von u. a. Albert Coers, Aldo Gianotti, Res Ingold, Peggy Meinfelder, Susanne Ring, Judith Samen, Nicole Wermers
- 2022 Dieter Froelich – Großes Bamberger Gewölk und weitere notwendige Plastik
- 2021 Jahresausstellung „Papier“ mit Werken von Lore Bert, Lucio Fontana, Via Lewandowsky, Raimund Girke, Aja von Loeper, Ulrike Möschel, Nadja Solovjev, Günther Uecker, Andreas von Weizsäcker u. a.
- 2020 Annette Voigt – to do
- 2019 Jahresausstellung „Natur als Argument“ mit Werken von Anja Ciupka, Oliver Boberg, Klara Hobza, Joan Jonas, Christiane Löhr, Sebastian Nebe, Gerhard Rießbeck, Wolfgang Stehle, Herman de Vries, Lois Weinberger u. a.
- 2018 Joan Jonas – In the trees II
- 2018 Gerhard Mayer – Museumslandschaften
- 2017 Jahresausstellung „implicit touch“ mit Werken von Heinz Breloh, Katinka Bock, Simone Forti, Horst Münch, Hans Josephsohn, Markus Karstieß, u. a.
- 2016 Jakob Mattner – VICE VERSA
- 2015 Jahresausstellung „sagen und zeigen“ mit Werken von Anna und Bernhard Blume, Albert Coers, Hanne Darboven, Michaela Eichwald, Jochen Flinzer, Gilbert & George, Michael Hakimi, Klara Hobza, Albert Hien, Jenny Holzer, Eugen Gomringer, Notburga Karl, Joseph Kosuth, Nanne Meyer, Matt Mullican, Dieter Roth, Fritz Schwegler, Stefanie Senge, Judith Siegmund, Cy Twombly, Timm Ulrichs, Herman de Vries, Jorinde Voigt, Laurence Weiner, u. a.
- 2015 Markus Lüpertz – Fensterentwürfe für St. Elisabeth
- 2014 Aldona Kut und Sebastian Kuhn – Controlled Collisions
- 2013 Eine Sammlung zeigt ihr Gesicht – Die Sammlung des Kunstvereins Bamberg e.V.
- 2012 Clara Oppel – sounding
- 2011 Bernhard Dagner – nicht blickdicht

## Berganzapreisträger
(Quelle: )
- 1989 Jan Burdinski
- 1990 Ingo Graupner
- 1991 Klaus Loose und die „Fadenzieherinnen“ des Marionettentheaters
- 1992 Wolfgang Held
- 1993 Fritz Braun und sein Musica-Viva-Chor
- 1994 Neues Palais Bamberg
- 1995 Musica Canterey mit Gerhard Weinzierl
- 1996 Hans Wollschläger
- 1997 Gerit Zachrich
- 1998 Martin Neubauer
- 1999 Horst Lohse
- 2000 Jan Sandro Berner und Dinah Politiki
- 2001 Erich Weiß
- 2002 Hugo Scholter
- 2003 Mike Rose
- 2004 Wolfgang Spindler
- 2005 Peter Braun
- 2006 Jazzclub Bamberg e.V.
- 2007 Alfred Heinz Kettmann
- 2008 Chapeau Claque
- 2009 Bernd Wagenhäuser
- 2010 Werner Kohn
- 2011 Rosa Brunner und Judith Siedersberger
- 2012 Gerhard Schlötzer
- 2013 Heidrun Schimmel
- 2014 Hans Lyer
- 2015 Andreas Ulich
- 2016 Michael Huth
- 2017 Adelbert Heil
- 2018 Gudrun Schury und Rolf-Bernhard Essig
- 2019 Christiane Toewe
- 2020 Peter Schoppel
- 2021 Christoph Gatz
- 2022 Jochen Neurath und das nonoise Ensemble
- 2023 Nora Gomringer
- 2024 Franz Tröger

## Vorsitzende
(Quelle: )
- 1808–1822 Stephan v. Stengel als Spiritus rector des Vereins
- 1823 Adam Ziegler, praktischer Arzt
- 1827 Johann Peter v. Hornthal, Oberjustizrat
- 1843 Joseph Heller, Schriftsteller
- 1844 Johann Peter v. Hornthal
- 1846 Joseph Heller
- 1850 Friedrich Julius Weber, Kaufmann
- 1859 Bruno Hofmann
- 1861 Max von Enhuber
- 1864 Friedrich Philipp Leist, Stadtgerichtsassessor
- 1865 Otto von Wolf, Oberstaatsanwalt
- 1866 Johann Osann, Bezirksamtsassessor
- 1867 Friedrich Sippel, Apotheker und Magistratsrat
- 1878 Friedrich Loé, Kommerzienrat
- 1896 Felix Schwager, Kaufmann
- 1897 Ferdinand Lösch, Oberlandesgerichtsrat
- 1903 Heinrich Manz, Kommerzienrat, MdR
- 1909 Fritz Hoffmann, Tabakfabrikant
- 1922 Soeren Müller, Möbelkaufmann
- 1932 Johann Baptist Nagengast, Druckereibesitzer
- 1939 Max Hofstätter, Bauamtmann
- 1946 Johann Adam Meisenbach, Verleger
- 1951 Siegfried Hofmann, Amtsgerichtsrat
- 1962 Hans Neubauer, Rechtsanwalt
- 1996 Wolfgang Müller, Künstler
- 2000 Annelie Grimm-Beickert, Galeristin
- 2010 Barbara Kahle, Kunsthistorikerin